# Seznam prezidentů Somálska
Od svého vzniku v roce 1960 mělo Somálsko deset řádných a 4 úřadující prezidenty.

## Somálští prezidenti
Kurzívou jsou uvedeni úřadující prezidenti.

## Seznam
| #                                                           | Jméno                                          | Portrét | Život       | Od        | Do   | Doba v úřadu    | Strana                                    |
| ----------------------------------------------------------- | ---------------------------------------------- | ------- | ----------- | --------- | ---- | --------------- | ----------------------------------------- |
| • Somali Republic (1960–1969) •                             |                                                |         |             |           |      |                 |                                           |
| 1                                                           | Aden Adde                                      |         | 1908–2007   | 1960      | 1960 | 1967            | SYL                                       |
| 2                                                           | Abdirashid Shermarke                           |         | 1919–1969   | 1967      | 1967 | 1969            | SYL                                       |
| —                                                           | Sheikh Mukhtar Mohamed Hussein                 |         | 1912–2012   | —         | 1969 | 1969            | SYL                                       |
| • Somali Democratic Republic (1969–1991) •                  |                                                |         |             |           |      |                 |                                           |
| 3                                                           | Siad Barre                                     |         | 1919–1995   | 1980 1986 | 1969 | 1991 (Deposed)  | Military / SRSP                           |
| • Interim Government of Somalia (1991–1997) •               |                                                |         |             |           |      |                 |                                           |
| 4                                                           | Ali Mahdi Muhammad                             |         | 1939–       | 1991      | 1991 | 1997            | USC                                       |
| 5                                                           | Mohamed Farrah Aidid                           |         | 1934— 1996  |           | 1995 | 1996            | Independent                               |
| 6                                                           | Hussein Farrah Aidid                           |         | 1962 —      |           | 1996 | 1998            | Independent                               |
| —                                                           | Somali National Alliance                       |         | —           |           | 1998 | 2000            | Co-Chairmen of National Salvation Council |
| —                                                           | Somalia Reconciliation and Restoration Council |         | —           |           | 2000 | 2000            | Independent                               |
| • Transitional National Government of Somalia (2000–2004) • |                                                |         |             |           |      |                 |                                           |
| 7                                                           | Mohamed Abshir Muse                            |         | 1926 – 2017 |           | 2000 | 2000            | Independent                               |
| 8                                                           | Abdallah Isaaq Deerow                          |         | 1950–2006   |           | 2000 | 2000            | Independent                               |
| 9                                                           | Abdiqasim Salad                                |         | 1941–       | 2000      | 2000 | 2003            | Independent                               |
| 10                                                          | Abdinur Darman                                 |         | 1953–       |           | 2003 | 2003            | Independent                               |
| 9                                                           | Abdiqasim Salad                                |         | 1941–       |           | 2003 | 2004            | Independent                               |
| • Transitional Federal Government of Somalia (2004–2012) •  |                                                |         |             |           |      |                 |                                           |
| 11                                                          | Abdullahi Yusuf Ahmed                          |         | 1934–2012   | 2004      | 2004 | 2008 (Resigned) | Independent                               |
| 12                                                          | Šarif Ahmed                                    |         | 1964–       |           | 2006 | 2006            | Islamic Courts Union                      |
| 13                                                          | Hassan Dahir Aweys                             |         | 1935—       |           | 2006 | 2006            | Union                                     |
| 14                                                          | Aden Madobe Acting President                   |         | 1957–       | —         | 2008 | 2009            | RRA                                       |
| 12                                                          | Šarif Ahmed                                    |         | 1964–       | 2009      | 2009 | 2012            | ARS                                       |
| • Federal Republic of Somalia (od roku 2012) •              |                                                |         |             |           |      |                 |                                           |
| 15                                                          | Muse Hassan Sheikh Sayid Abdulle               |         | 1939–       | —         | 2012 | 2012            | Independent                               |
| 16                                                          | Mohamed Osman Jawari                           |         | 1945–2024   | —         | 2012 | 2012            | Independent                               |
| 17                                                          | Hasan Šejk Mohamúd                             |         | 1955–       | 2012      | 2012 | 2017            | PDP                                       |
| 18                                                          | Mohamed Abdullahi Mohamed                      |         | 1962–       | 2017      | 2017 | 2021            | TPP                                       |
| 17                                                          | Hasan Šejk Mohamúd                             |         | 1955–       |           | 2021 | 2022            | PDP                                       |
| 17                                                          | Hasan Šejk Mohamúd                             |         | 1955–       |           | 2022 | 2022            | PDP                                       |
| —                                                           | H.E.Sadia Haji Samatar                         |         | 1955–       |           | 2022 | 2022            | PDP                                       |
| 17                                                          | Hasan Šejk Mohamúd                             |         | 1955–       | —         | 2022 | Incumbent       | PDP                                       |